# González Videla (forskningsstation)
González Videla (spanska: Base Presidente Gabriel González Videla) är en chilensk station på Waterboat Point i Paradise Bay på den Antarktiska halvön. Stationen var i bruk mellan 1951 och 1958, för att därefter åter öppnas under en kort period på 1980-talet. Den är nu en inaktiv bas med reservlager av bränsle och förnödenheter. Under sommarsäsongen besökes basen ibland av turister och chilenska expeditioner. 
Stationen är uppkallade efter den chilenske presidenten Gabriel González Videla som på 1940-talet blev första statsöverhuvud att besöka Antarktis. En nödstuga som 1950 restes för att hedra presidenten står med på listan över historiska platser och kulturminnen i Antarktis. På denna lista står även ruinerna av en stuga norr om stationen, som användes av den brittiska tvåmannaexpeditionen Thomas W. Bagshawe och Maxime C. Lester 1921–1922.